# Křížová cesta (Frymburk)
Křížová cesta ve Frymburku na Českokrumlovsku se nachází přibližně 1 kilometr jihovýchodně od obce na spočinku Na Martě původně zvaném Marterberg, pojmenovaném po kapli Panny Marie Bolestné – Vysoká Muka (Hohe Marter). Z Frymburku k ní vede cesta po mostě přes rameno Lipenské přehrady.

## Historie

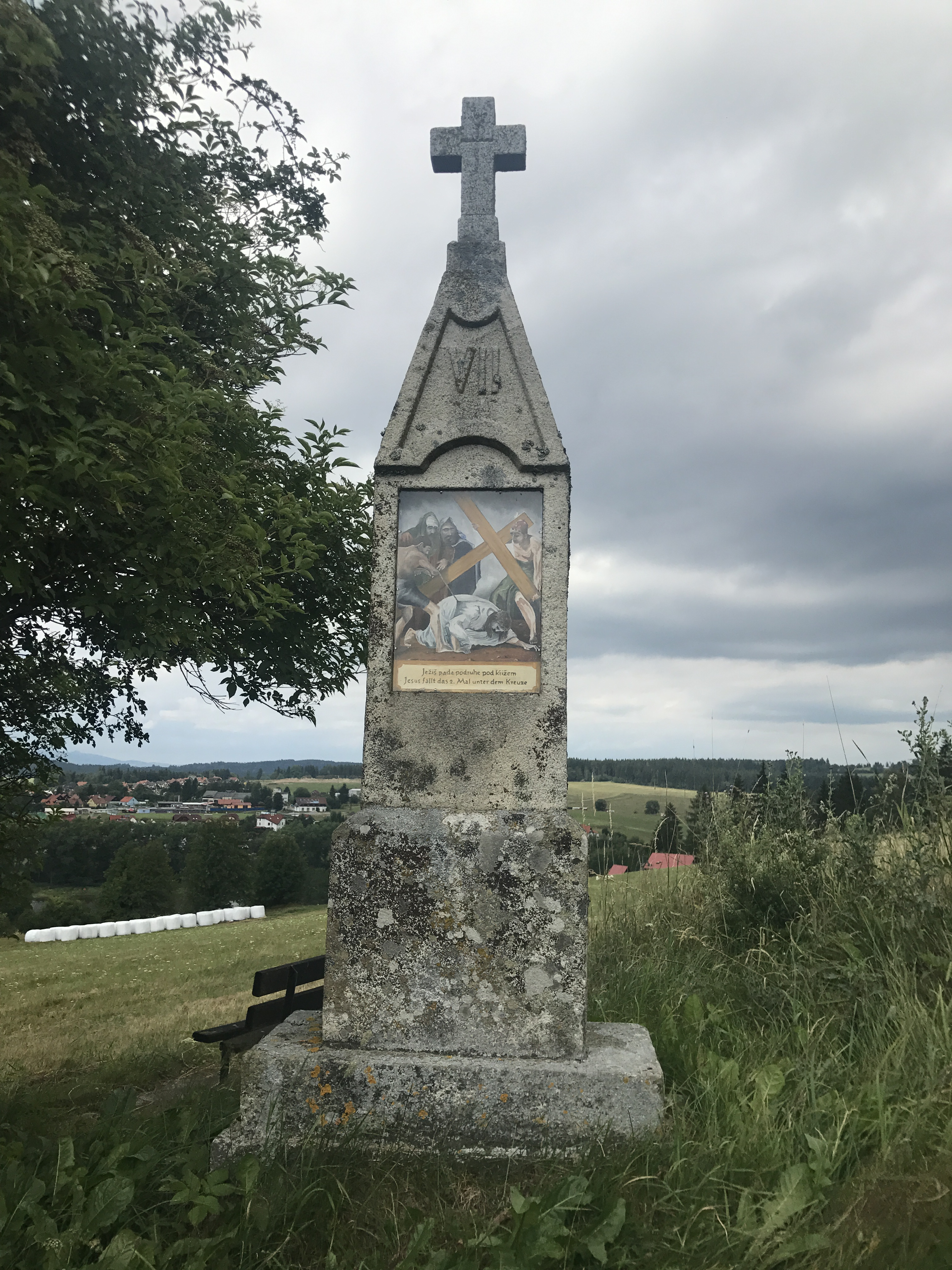
6. zastavení na křížové cestě Frymburk

Na kopci nad Frymburkem zvaném Marterberg stávala kaple se sochou Ukřižovaného, která byla soukromým majetkem frymburského měšťana Bartoloměje Mugrauera. Ten zemřel roku 1890 a zanechal závěť s odkazem 800 zlatých na stavbu nové kaple. Se souhlasem premonstrátského kláštera ve Schläglu zorganizoval druhý frymburský kaplan Benedikt Sobotka sbírku. Obec a dva frymburští měšťané darovali pozemek a téměř každý frymburský občan věnoval finanční obnos nebo svou práci. Stará kaple Ukřižovaného byla do 30. června 1897 rozebrána a původní sochy po opravě převezeny do vesnické kaple v Kovářově. Stavební plán zhotovil frymburský stavební mistr Ondřej Wagner a 8. července 1897 bylo započato se stavbou. Celá stavba nové kaple Hohen Marter (Vysoká muka) stála asi dva tisíce zlatých, z nichž menší část byla hrazena ze sbírky farníků a zbytek zaplatil klášter ve Schläglu. Na podzim roku 1898 byla stavba dokončena a nad vchodem z vnitřní strany byla zobrazena její původní podoba. Sochy pro novou kapli byly pořízeny z tyrolského Grödenu a dle kresby ve farní kronice to byla skupina tří soch s Ukřižovaným uprostřed - Kalvárie. Uvnitř nové kaple Vysoká muka byla i křížová cesta ze šumavských obrázků malovaných na skle. Kaple Bolestné Panny Marie Vysoká Muka byla slavnostně vysvěcena 13. října 1898. Začalo se jí říkat Marta (počeštěn německý název Hohen Marter).
Křížová cesta
Křížová cesta k soukromé kapli Ukřižovaného vedla od frymburského hřbitova, zatopeného při stavbě Lipenské přehrady. Čtrnáct zastavení postavených ze žuly vzniklo z iniciativy lipenského statkáře Adalberta Donauera, který na počátku devadesátých let 19. století věnoval na její stavbu 600 zlatých. Za kamenické práce obdržel Jordán Wiltschko z Hořic 364 zlatých, křížovou cestu maloval malíř Hunčl z Lince, který za ně dostal 140 zlatých. Zbytek peněz byl zaplacen za dopravu, úpravu terénu a osazení jednotlivých kapliček a obrazů. Stavba Křížové cesty byla dokončena roku 1894. Procesí se zde konala až do odsunu Němců roku 1946 každoročně třikrát, v letech 1947 - 1950 po jednom ročně. Kaple Bolestné Panny Marie Vysoká Muka byla poškozena pro hledání domnělých pokladů, poškozena byla i křížová cesta. Roku 1957 byl zatčen frymburský páter Josef Kříž.
Roku 1992 byla kaple restaurována a křížová cesta obnovena pod záštitou obce a za pomoci bývalých farníků, areál byl znovuvysvěcen v sobotu 24. června 2000.